# Elisabeth Sigmund
Elisabeth Sigmund (* 25. Oktober 1914 in Wien; † 20. Dezember 2013 in Albershausen) war eine österreichische Kosmetologin und Kosmetikunternehmerin, die in den 1930er Jahren begann, Produkte für die Hautpflege auf Heilpflanzenbasis zu kreieren. Nach dem Zweiten Weltkrieg eröffnete sie ein eigenes Kosmetikstudio in Stockholm. Später arbeitete sie mit Wala Heilmittel zusammen und begründete mit ihren Rezepturen die heute als „Dr. Hauschka Kosmetik“ bekannte Gesichtspflege, die erstmals 1967 unter dem Namen „Heilende Kosmetik nach Elisabeth Sigmund“ auf den Markt kam.

## Leben und Wirken
Nach zwei Semestern Medizinstudium in Wien begann Elisabeth Sigmund, sich mit natürlicher Kosmetik zu beschäftigen. Ihre erste Ausbildung erfuhr sie im Wiener Kosmetikinstitut von Helene Pessl. Nach den Theorien Rudolf Steiners versuchte sie, Kosmetik auf Basis von Heilpflanzen zu entwickeln. Sie bildete sich mit alten medizinischen Nachschlagewerken aus Klosterbibliotheken im Selbststudium fort und ging in der Zeit bis 1939 nach Paris, um das Handwerk der Kosmetikherstellung in einem Kosmetiklabor zu lernen. 1940 bis 1944 wurde Elisabeth Sigmund als Krankenschwester in Berlin eingesetzt. 1945 zog sie nach Rudolstadt und wanderte nach Zwischenstationen in Berlin und Salzburg 1948 mit ihrem Mann nach Stockholm aus.

### Tätigkeit in Schweden

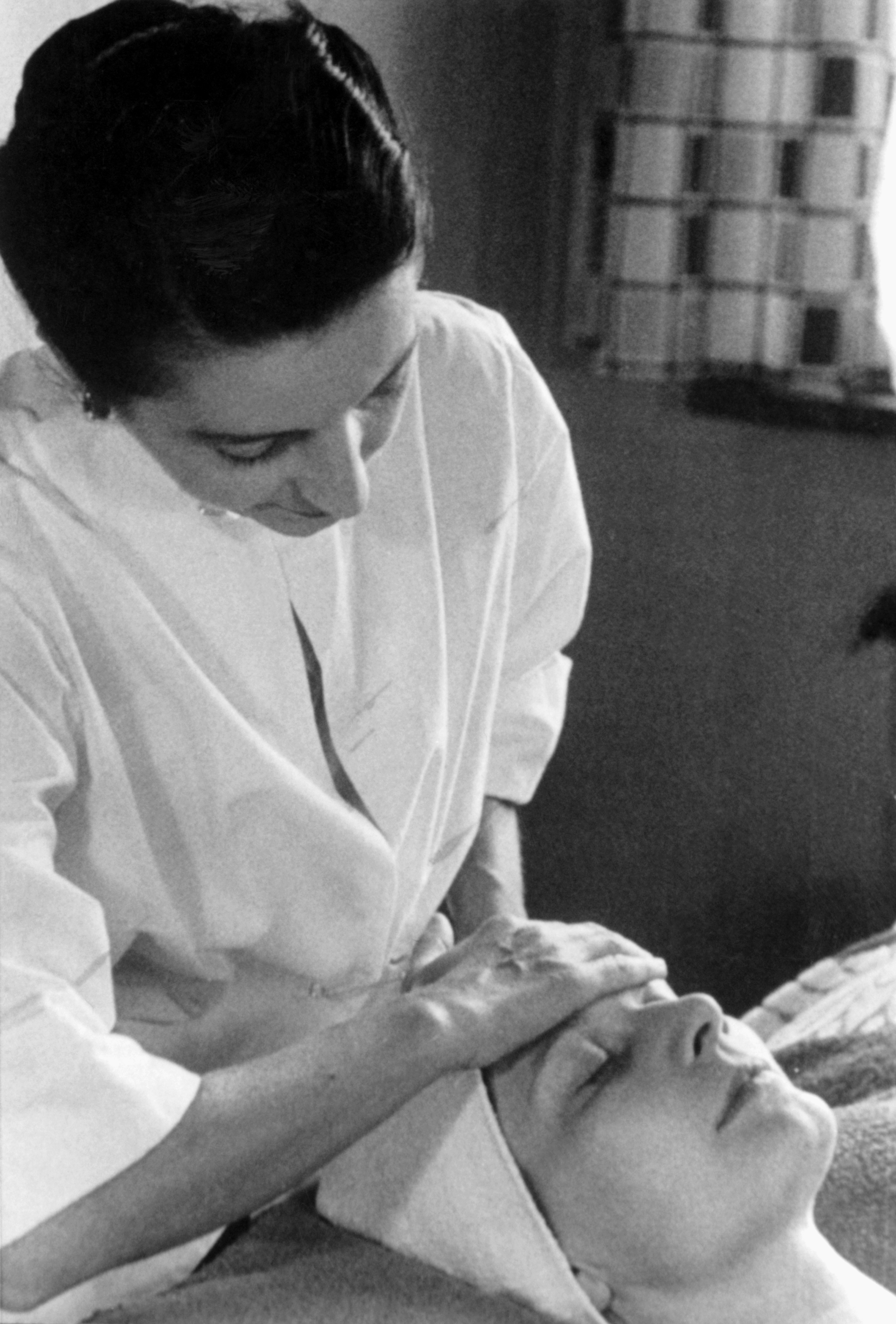
Elisabeth Sigmund 1957 in ihrem Stockholmer Kosmetikstudio

Sigmund baute ein festes Sortiment von Hautpflegeprodukten auf, für die sie Pflanzen-Essenzen bei Wala bestellte. Wichtig bei der Entwicklung ihrer Kosmetiklinie waren Elisabeth Sigmund folgende Grundsätze:
- Die Nachtpflege sollte fettfrei sein, damit die Haut frei atmen und über Nacht Stoffwechselprodukte ungehindert ausscheiden kann.
- Die Haut teilte sie nicht in Hauttypen ein. Ihre Kosmetik sollte für jeden Hauttyp die hauteigenen Regenerationskräfte anregen.
- Hautpflege kam für sie einer Therapie gleich und beinhaltete immer den gesundheitspflegerischen Aspekt.
- Ihre Kosmetik sollte ausschließlich aus natürlichen Inhaltsstoffen bestehen und auf keinen Fall isolierte Wirkstoffe beinhalten. Sie verarbeitete immer ganze Pflanzenteile. Diesen Gedanken hatte sie aus der Anthroposophie übernommen, deren wissenschaftlicher Ansatz bei der Ausarbeitung ihrer Produkte eine wesentliche Rolle spielte.[6]

In Stockholm eröffnete sie ihr eigenes Kosmetikstudio. Dort arbeitet sie nach einer Behandlungsmethode, die eine Gesichtsgymnastik nach dem österreichischen Arzt Rudolf Drobil umfasste. Gesichtsmassagen lehnte sie jedoch ab und entwickelte mit Emil Vodder eine Alternativbehandlung, die auf der manuellen Lymphdrainage basierte und Hautstimulationen mit einem Pinsel verwendete. Eine Studienreise nach Indien brachte sie mit ayurvedischen Konzepten in Berührung.

### Zusammenarbeit mit WALA

Elisabeth Sigmund mit Rudolf Plantener (links) und Reinhard Schoppmann im Wala-Laboratorium 1964

Rudolf Hauschka, der Begründer der Wala Heilmittel, gewann Anfang der 1960er Jahre Elisabeth Sigmund für die Entwicklung einer Reihe von Kosmetik-Präparaten. In einer Entwicklungsphase von 1963 bis 1967 erarbeitete Elisabeth Sigmund mit Mitarbeitern des Wala-Laboratoriums diese neue Kosmetik auf der Basis von Pflanzensubstanzen aus  kontrolliert biologisch-biodynamischem Anbau. Sigmund war von der „Eigenaktivität der Haut“ überzeugt. Mit Kosmetika sollen der Haut keine aktiven Wirkstoffe zugeführt, sondern mit Pflanzenauszügen und -ölen zur Regeneration verholfen werden.
1967 kam die neue Kosmetiklinie unter dem Namen „Heilende Kosmetik nach Elisabeth Sigmund“ auf den Markt. Sie wurde später in „Dr. Hauschka Kosmetik-Präparate nach Elisabeth Sigmund“ und schließlich in „Dr. Hauschka Kosmetik“ umbenannt.
1969 ließ sich Elisabeth Sigmund in Eckwälden nieder. Sie beteiligte sich an der Produkterweiterung, insbesondere entwickelte sie anthroposophisch begründete Akne-Präparate. Die Rezepturen der Akne-Präparate sowie der Gesichtspflege-Serie der Dr. Hauschka-Kosmetik gehen auf Elisabeth Sigmund zurück. 1971 begann Elisabeth Sigmund damit, Kosmetikerinnen in ihrer speziellen Behandlungsmethode auszubilden, die sie in Schweden in ihrem Kosmetikstudio entwickelt und erprobt hatte.
„Dr. Hauschka-Kosmetik“ ist heute in autorisierten Naturkostfachgeschäften, Reformhäusern, Naturkosmetikfachgeschäften, Department Stores, Parfümerien, Apotheken und bei Dr. Hauschka Naturkosmetikerinnen erhältlich. 2006 nahm die Marke, die in mehr als 30 Länder exportiert wird, den zweiten Platz auf dem Markt für Naturkosmetik ein. 2010 lag der Umsatz knapp bei 101 Millionen Euro.

## Veröffentlichungen
- Vademecum für die kosmetische Praxis. 1971, OCLC 72273849
- Heilende Kosmetik nach Elisabeth Sigmund. 1973, OCLC 72155815